# Nüx
Nüx (görögül: Νύξ, Nyx; latinul: Nox) a görög mitológiában az éjszaka istennője volt, aki a nap végén sötét szárnyaival beborítja a világot. A sötétség istenasszonyaként egyike az ősprincípiumoknak. Az ókori görögök az első istennőként ismerték és tisztelték.

## Nüx és teremtései
Hésziodosz az Istenek születése (Theogonia) című műve alapján az éjszaka istennője, a világ egyik alkotó ősprincípiuma, amely Khaoszból kelt életre, annak anya nélkül, önmagától született leánya – Erósz, Gaia és Tartarosz testvére, Erebosznak, halálország sötétségének testvére és felesége. Közös gyermekeik Aithér (éter) az örök világosság és a lég istene és Hémera a nappal istennője. Egy másik verzió szerint önmagától jött létre, mint az első istennő. Később önmagától szülte az élet és halál titkait rejtő sötét erők isteneit: Mómoszt, a vád és gáncsoskodás, Ponoszt, a gyilkolás, Moroszt, a végzet, Thanatoszt, a halál, Hüpnoszt, az alvás és álom, illetve Oneiroszt, az ábránd istenét. Az éjszaka istennőjének lányai a Heszperiszek, a Kérek az erőszakos, végzetes halál és a betegségek istennői, és a sorsistennők, a Moirák. Az ő gyermeke Nemeszisz, a megtorlás, Philotész, a barátság és Gérasz, az öregség istene valamint Apaté, a csalás és ámítás és Erisz, a viszály istennője is.
Ő teremtette az alvást, a halált, az álmokat, a szorongást, a szeretetet és a csalást. Mindazokat a jelenségeket, melyek diszharmóniát keltenek a világ létében, enélkül azonban nem képzelhető el sem maga a világ, sem végleges harmóniája.
Hésziodosz elbeszélése szerint az Nüx Tartaroszban, alvilági palotájában élt lányával Hémerával, a nappallal. Mikor egyikük éppen hazatért, a másikuk elhagyta Tartaroszt. Ugyanezt tükrözi a hindu mitológia himnuszgyűjteményében, a Rigvédában Siva Ratri, az „éjszaka” ábrázolása, aki szoros kapcsolatban munkálkodott testvérével Usasszal, a hajnallal. Palotája kékes-szürke ködbe burkolózott, mely előtt egy hatalmas szakadék húzódott. Itt hatalmas viharok tomboltak.

## Nüx alakja Homérosznál
Homérosz az Iliasz 14. – Zeusz rászedése című énekében érdekes történetet mesél el Nüx fiáról, az álomisten Hüpnoszról, aki Héra kegyeltje volt, mert az istennő kérésére elaltatta Zeuszt. Amíg a főisten aludt, addig Hérának hatalmában állt kijátszani férje akaratát és bosszút állni hűtlenkedéseiért. Héra először a Trójából (Laomedón királytól) hazafelé hajózó Héraklészre hozott balszerencsét. Zeusz dühöngött mérgében, és Hüpnoszt csaknem a tengerbe taszította, de a fiatal isten még időben anyjához menekült. Nüx igen nagy tiszteletben állt az istenek között, még maga Zeusz sem akarta felbőszíteni azzal, hogy Hüpnoszt megbünteti. Mindez Homérosz szavaival a következőképpen hangzik:
„…gyúlt Zeusz, ébredve, haragra,
széthajigálta a házban az isteneket, s leginkább
engem akart megfogni, be is vet a vízbe az égből,
hogyha nem óv meg az istent és embert leigázó
Éj: hozzá menekültem; s Zeusz, dühösen, de hagyott már:
félt attól, hogy a gyors Éjjel szemben cselekedjék.
S most ismét nógatsz cselekednem ilyen lehetetlent.”
(fordította: Devecseri Gábor)
Héra második kérését – amely Hektór halálához vezetett – Hüpnosz vonakodva bár, de újra teljesítette. Így nyerte el a legifjabb kharisz, Paszithea kezét, akinek szerelméért addig mindhiába epekedett.

## Nüx az orphikus költeményekben
Az éjszaka igen fontos szerepet játszik néhány Orpheusznak tulajdonított himnusztöredékben. „Az antik orphikus mítoszok szerint a világ a fekete szárnyú Éj és a Szél nászából keletkezett: az Éj egy ezüsttojást tojt a Sötétség méhében. Ebből a tojásból született meg Erósz, aki mozgásba hozta a világegyetemet.” A misztériumjáték során a sötétség, az éjszaka betölti a barlangot vagy adütont, és felhangzik a jóslat. Kronosz – leláncolva odabent álmodik és mézet iszik – alszik és prófétál. A barlang előtt Adrasztea cintányérokat csörget, majd a füléhez emeli, és annak dobhártya rengető ritmusára elragadtatott, eksztatikus táncba kezd. Táncával mozgásba hozza az egész univerzumot, miközben Nüx istennőt dicsőítve énekel.

## Megjelenése további görög művekben
Az éjszaka – feltehetőleg orpheuszi inspirációra –, mint elődleges őselem jelenik meg Arisztophanész a Madarak című színdarabjának nyitó kórusában. Nüx e műben is Erósz anyja. Másutt azt olvashatjuk hogy Kharón, az alvilági révész szintén az éjszaka istennőjének Erebosztól született gyermeke, sőt feltételezik, hogy ő adott életet, Phtonusznak az irigység istenének is; az apa Dionüszosz.
Az Éjszaka istennőjének otthona, Parmenidész egyetlen ránk maradt töredékes költeménye szerint (a hésziodoszi elbeszéléssel összhangban) az univerzum határán állt. „A teljes egészében megőrződött Előhang (Prooimion) egy ifjú misztikus utazásának leírását tartalmazza a Nappal és az Éjjel kapuján túlra egy megnevezetlen istennőhöz”.

## Az Éj kultusza

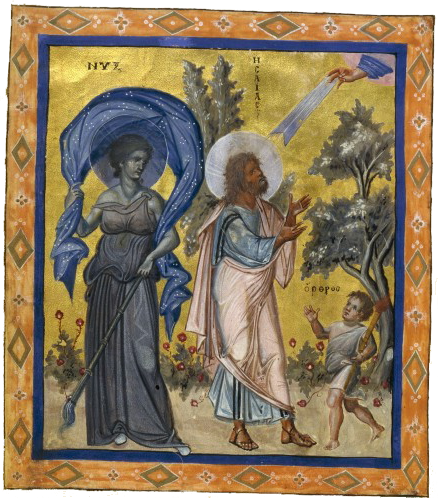
Paris Psalter: Nüx, 10. század

Görögországban az éjszaka istennőjének kultuszával csak elszórtan találkozunk. Pauszaniasz révén tudjuk, hogy Megara akropoliszán állott Nüx orákuluma.
Sokkal gyakoribb volt, hogy Nüx sötét fátyla csak hátteret biztosított más kultuszoknak és szertartásoknak. Ezért emeltek szobrot az Éjnek Epheszoszban, Artemisz templomában, vagy ehhez kötődik a spártaiaknál az Álom és Halál kultusza. Az áldozati szertartások elnevezéseibe is gyakran beleszőtték Nüx nevét. Így például a Dionüszosz tiszteletére tartott Nyktelios „éjjeli” mulatságok, vagy az Aphrodité kultusz részeként rendezett Philopannyx „egész éjszakás szeretkezés”ek nevében.

## Nüx Görögországon kívüli megjelenése
A római mitológiában az éjszaka istennőjének motívumait Noxra ruházták, ami az éj latin neve.
Az európai néphiedelem szerint a sötétség szolgái: a démonok, lidércek, boszorkányok, vámpírok megjelenése szigorú összefüggésben áll az éjszakával. Ezek a lények éjfélkor a legaktívabbak és csak a fény, a hajnal űzi el őket. Számos babona, népi játék, ünnep és vallási ceremónia kötődik az év leghosszabb és legrövidebb éjszakájához – a téli és a nyári napfordulóhoz. Az európai vallási kultúrában a legismertebb Krisztus születése (december 25.) – az egyre hosszabbodó nappalok kezdetével összefüggésben –, a fény születése.
2006. június 21-én a Nemzetközi Csillagászati Unió (International Astronomical Union) a Plútó újonnan felfedezett holdját (S/2005 P 2) az éjszaka istennőjének tiszteletére Nixnek nevezte el. A nevében eredetileg szereplő „y” betűt „i”-re cserélte a már létező 3908 Nyx aszteroida miatt.